# Jósika János
Jósika János  (1778. – 1843. május 16.) magyar nemes, Erdély kormányzója.

## Élete
Jósika Antal főkormányszéki titkár fiaként született. 1793-tól a kolozsvári királyi líceumban tanult. 1796-ban európai tanulmányútra indult, de a napóleoni háborúk miatt Torinóból kénytelen volt visszafordulni. 1799-ben délvidéki és itáliai utazást tett.
1802-ben megnősült, felesége Csáky Rozália volt. 1803-tól a marosvásárhelyi királyi táblához került. 1809-ben táblai ülnök, 1812-től Hunyad vármegyei főispán, 1816-tól főkormányszéki tanácsos. 1819-ben belső titkos tanácsosi ranggal a főkormányszék alelnöke, 1822-ben pedig elnöke lett. 1834-ben nyugdíjazták, és ekkor a Lipót-rend nagy keresztjét kapta hű szolgálatai jutalmául. Az 1841-42-iki országgyűlésen mint királyi hivatalos személy szerepelt. Haláláig politizált.